# Högtjärnen (Sundsjö socken, Jämtland)
Högtjärnen är en sjö i Bräcke kommun i Jämtland och ingår i Ljungans huvudavrinningsområde. Sjön har en area på 0,118 kvadratkilometer och ligger 397,3 meter över havet.

## Delavrinningsområde
Högtjärnen ingår i det delavrinningsområde (698924-148668) som SMHI kallar för Namn saknas. Medelhöjden är 416 meter över havet och ytan är 3,37 kvadratkilometer. Det finns ett avrinningsområde uppströms, och räknas det in blir den ackumulerade arean 8,99 kvadratkilometer. Knackåsbäcken som avvattnar avrinningsområdet har biflödesordning 5, vilket innebär att vattnet flödar genom totalt 5 vattendrag innan det når havet efter 185 kilometer. Avrinningsområdet består mestadels av skog (84 procent). Avrinningsområdet har 0,22 kvadratkilometer vattenytor vilket ger det en sjöprocent på 6,6 procent.